# Calycularia golae
Calycularia golae là một loài rêu trong họ Allisoniaceae. Loài này được Gerola mô tả khoa học đầu tiên năm 1947. Danh pháp khoa học của loài này chưa được làm sáng tỏ. 